# Gustavo
Gustavo är en kulle i Antarktis. Den ligger i Västantarktis. Argentina, Chile och Storbritannien gör anspråk på området. Toppen på Gustavo är 21 meter över havet.
Terrängen runt Gustavo är kuperad åt nordväst, men åt sydost är den bergig. Havet är nära Gustavo österut. Trakten är glest befolkad. Närmaste befolkade plats är Gonzalez Videla Station, 3,0 kilometer öster om Gustavo. 